# Ramsbury
Ramsbury – wieś w Anglii, w hrabstwie Wiltshire. Leży 43 km na północ od miasta Salisbury i 103 km na zachód od Londynu. W 2001 miejscowość liczyła 1969 mieszkańców.